# Tele Futura Nissa
Tele Futura Nissa (TFN) è un canale televisivo italiano a diffusione locale. La sede è a Caltanissetta.

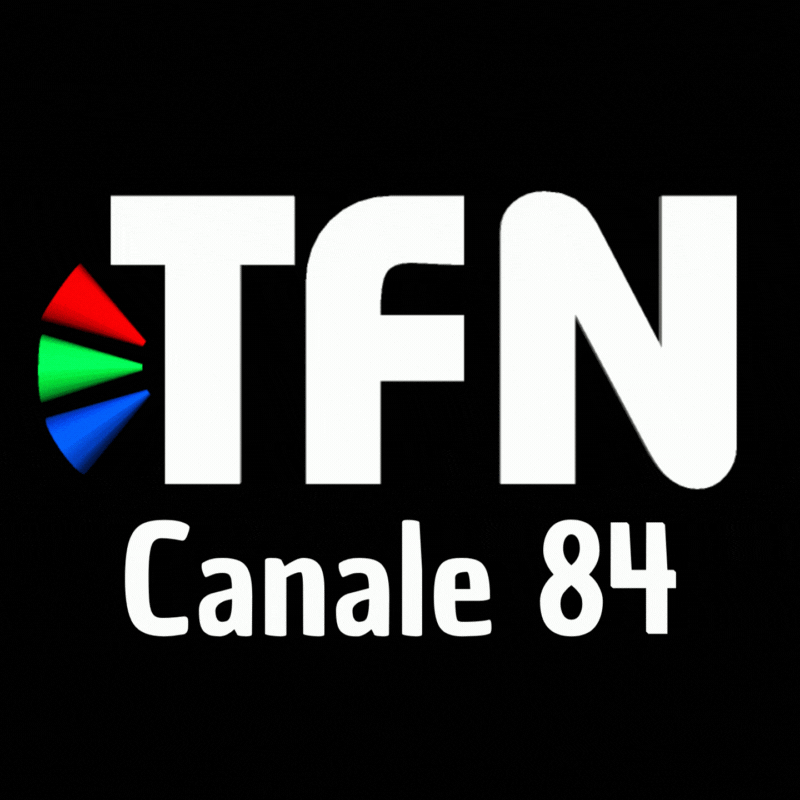